# غار قلعه‌کرد
غارقلعه‌کرد غارقارقان ( ترکی : کردقیسی قارقان‌قیسی )  یک غار و محوطه باستانی در ایران است که در روستایی قلعه دهستان حصارولیعصر از توابع شهر بخش آبگرم شهرستان آوج استان قزوین منطقه قارقان قرار دارد. این غار در ۲۰ کیلومتری برج‌های دوگانه خرقان واقع شده و در ۲۵ اسفند ماه سال ۱۳۹۵ با شماره ۳۸۳ در فهرست آثار طبیعی ملی ایران به ثبت رسیده‌است.

## ویژگی‌ها
این غار از گذشته با نام غار قاراقان شناخته می‌شد در اوایل سده ۱۳۰۰ شمسی طایفه از مردم کرمانشاه به روستا قلعه تبعید شدن و در این نزدیکی این غار زندگی کردن بعد از سقوط رضا شاه به کرمانشاه بازگشتند از اون زمان این قار با اسم کردلرقیسی ( غار کردها ) نیز شناخته شد ارتفاع غار قلعه‌کرد از سطح دریا حدود ۲۰۶۴ متر است. پس از عبور از دهانه غار و فرود از یک چاه‌راه پانزده متری، تالاری به وسعت بیش از هزار مترمربع وجود دارد که دارای چکیده‌ها و چکنده‌های آهکی است. رطوبت بالا، نقاشی‌های دیواری و حوضچه‌های آب، از مهم‌ترین ویژگی‌های غار قلعه‌کرد است. قدمت این غار به دوره الیگو-میوسن و دوران سوم زمین‌شناسی می‌رسد که تا چهل میلیون سال پیش تخمین زده می‌شود.

## پیشینه باستانی
غار قلعه‌کرد از مهم‌ترین محوطه‌های پارینه‌سنگی در ایران و خاورمیانه است. نخستین و دومین فصول کاوش این محوطه توسط هیئت مشترک ایران و فرانسه انجام شد. در پی نخستین فصل کاوش‌های باستان‌شناختی در این مکان از شهریور ماه سال ۱۳۹۶، بر اساس یافته‌هایی مانند سر پیکان‌های دوره موستری، سر پیکان‌ها و سنگ‌ابزارهای برداشت شده، پیشینه سکونت در این غار در توالی بین ۴۰ تا ۲۰۰ هزار سال به دست آمد.مهم‌ترین دستاورد فصل دوم کاوش غار قلعه‌کرد در سال ۱۳۹۸، کشف دندان کودک انسان نئاندرتال با قدمت ۱۵۵ هزار سال پیش بود که این دندان اکنون در موزه قزوین برای بازدید همگانی قرار دارد. نتایج مقدماتی سن‌سنجی مطلق مواد فرهنگی غار قلعه‌کرد به دو روش تشدید چرخش الکترون (ESR) و اورانیوم-توریم حاکی از سنی فراتر از ۴۰۰ هزار سال برای نهشته‌های فرهنگی این محوطه است که این سن، غار قلعه‌کرد را مبدل به قدیمی‌ترین سکونتگاه بشر در ایران کرده است. این قدمت ۴۰۰ هزار ساله در کنار دست‌افزارهای سنگی به دست آمده از این غار، حاکی از این است که غار قلعه‌کرد، پیش از انسان نئاندرتال نیز محل سکونت گونه‌های دیگر انسانی مانند انسان هایدلبرگی یا احتمالاً نوعی از انسان راست‌قامت بوده است. همچنین بقایای دو نوع اسب پیش از تاریخی منقرض‌شده، گوزن، خرس قهوه‌ای و کرگدن در آثار این محوطه باستانی شناسایی شده‌است.